# Proseč pod Křemešníkem
Proseč pod Křemešníkem (německy Prosetsch unterm Kremeschnik) je obec v okrese Pelhřimov v Kraji Vysočina. Žije zde 89 obyvatel.

## Historie
První písemná zmínka o vesnici pochází z roku 1379.

## Obyvatelstvo
| Rok            | 1869 | 1880 | 1890 | 1900 | 1910 | 1921 | 1930 | 1950 | 1961 | 1970 | 1980 | 1991 | 2001 | 2011 | 2021 |
| -------------- | ---- | ---- | ---- | ---- | ---- | ---- | ---- | ---- | ---- | ---- | ---- | ---- | ---- | ---- | ---- |
| Počet obyvatel | 322  | 312  | 316  | 268  | 300  | 297  | 262  | 175  | 161  | 143  | 106  | 75   | 78   | 84   | 89   |
| Počet domů     | 49   | 53   | 49   | 47   | 47   | 47   | 46   | 50   | 41   | 38   | 29   | 28   | 31   | 38   | 37   |

## Obecní správa a politika
Mezi lety 1869–1976 Proseč pod Křemešníkem byl obcí v okrese Pelhřimov. Od 1. dubna 1976 do 31. prosince 1979 patřil jako část obce k Putimovu. Od 1. ledna 1980 do 23. listopadu 1990 patřil jako čast města k Pelhřimovu a od 24. listopadu 1990 je opět samostatnou obcí.

### Politika
V letech 1998–2010 působila jako starostka Alena Váňová, od roku 2010 tuto funkci zastává Martin Rod.

### Obecní symboly
Znak a vlajka byly obci uděleny rozhodnutím předsedy Poslanecké sněmovny Parlamentu České republiky dne 6. června 2017.

## Pamětihodnosti
- Kaplička na návsi